# Józef Maria z Manili
Józef Maria z Manili, właśc. Eugenio Sanz-Orozco Mortera (ur. 5 września 1880 w Manili, zm. 17 sierpnia 1936 w Madrycie) – filipiński kapłan i kapucyn (OFMCap), błogosławiony Kościoła katolickiego.
Mimo sprzeciwu rodziców, spełnił swoje pragnienie i został kapucynem. Święcenia kapłańskie przyjął 30 listopada 1910 roku. Przed wyświęceniem uczęszczał na Uniwersytet Ateneum Manilski na Filipinach.
Zginął 17 sierpnia 1936 roku w Madrycie podczas hiszpańskiej wojny domowej.
13 października 2013 w Tarragonie w Hiszpanii odbyła się jego beatyfikacja. Tego dnia, prefekt Kongregacji Spraw Kanonizacyjnych, kardynał Angelo Amato, w imieniu papieża Franciszka, ogłosił Eugeniusza Sanz-Orozco Mortera błogosławionym, wraz z 521 ofiarami wojny domowej w Hiszpanii z lat 1936-39.